# Chien de montagne des Pyrénées
Ne doit pas être confondu avec le berger des Pyrénées.
Le chien de montagne des Pyrénées, ou montagne des Pyrénées (dit en français patou ; en gascon pastou ou patou ; écrit en occitan : pastor) est une race ancienne de chien de berger. Il est utilisé dans le sud-ouest de la France et dans le nord-est de l'Espagne, en particulier dans les Pyrénées pour la protection des troupeaux contre les prédateurs, notamment les ours qui y vivent. Chien de grande taille, fortement charpenté, à poils longs et robe blanche, il est mentionné dans des écrits dès le XIVe siècle. Le standard de race est fixé au début du XXe siècle.
Élevé et socialisé en famille, c'est aussi un chien de garde ou un chien de compagnie.

## Histoire
Au Moyen Âge, il est utilisé pour garder les châteaux et protéger les troupeaux contre les prédateurs (ours, loups, lynx et même l'homme). Il est mentionné au XIVe siècle par Gaston Fébus. Très apprécié au XVIIe siècle, il partagea la gloire de la cour du roi Louis XIV. 

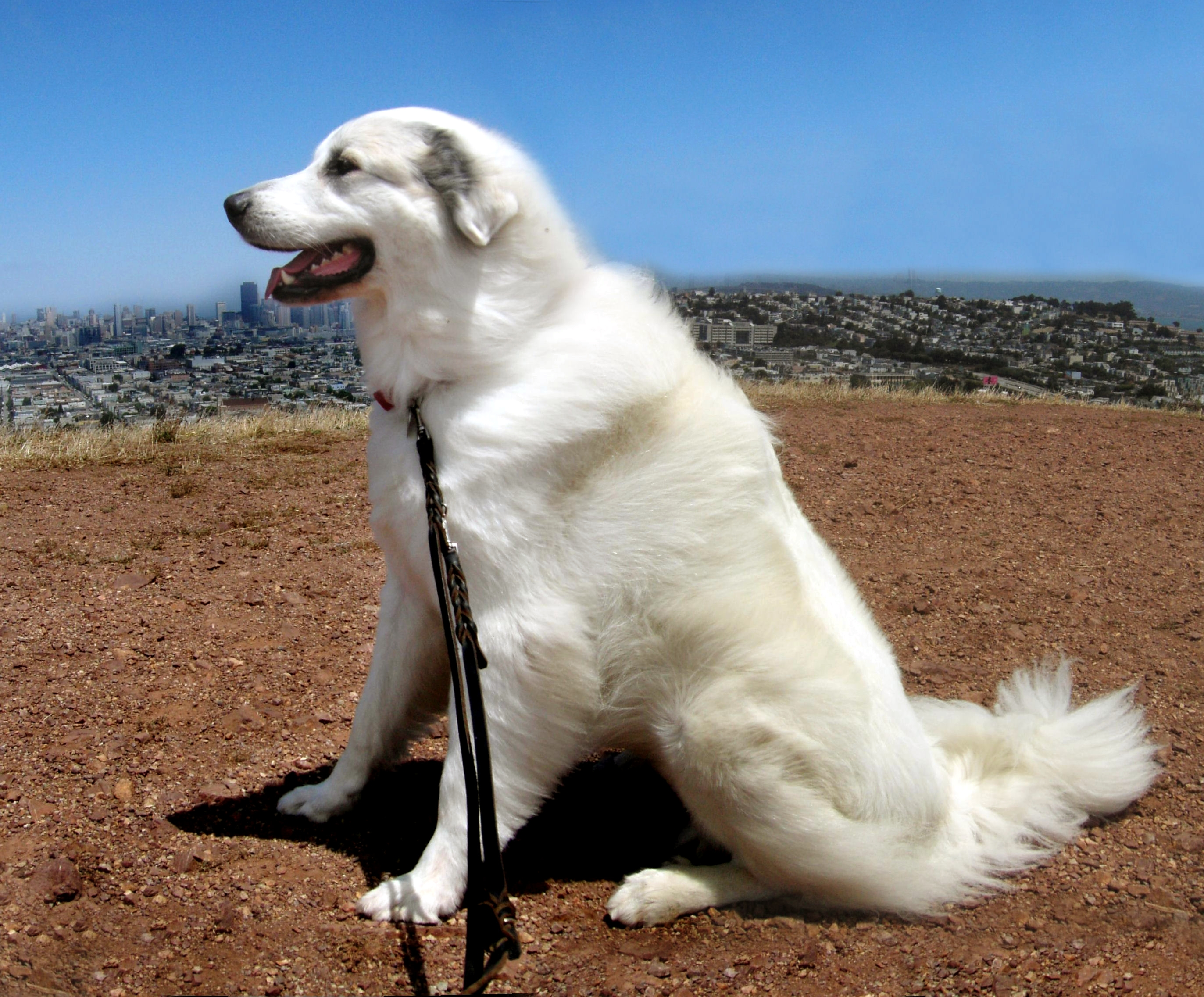
Chien de montagne des Pyrénées assis.
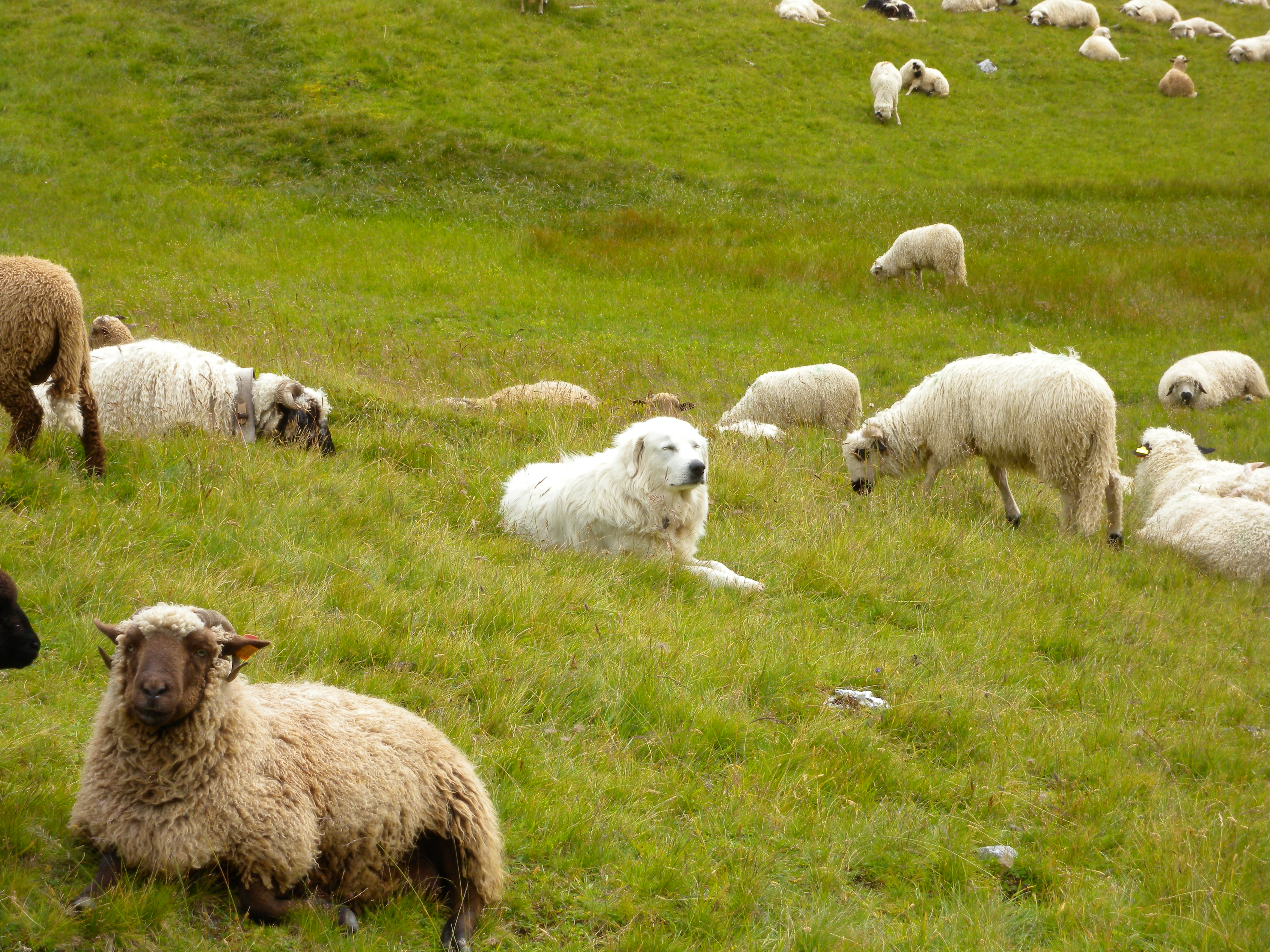
Chien de montagne des Pyrénées au milieu des moutons.
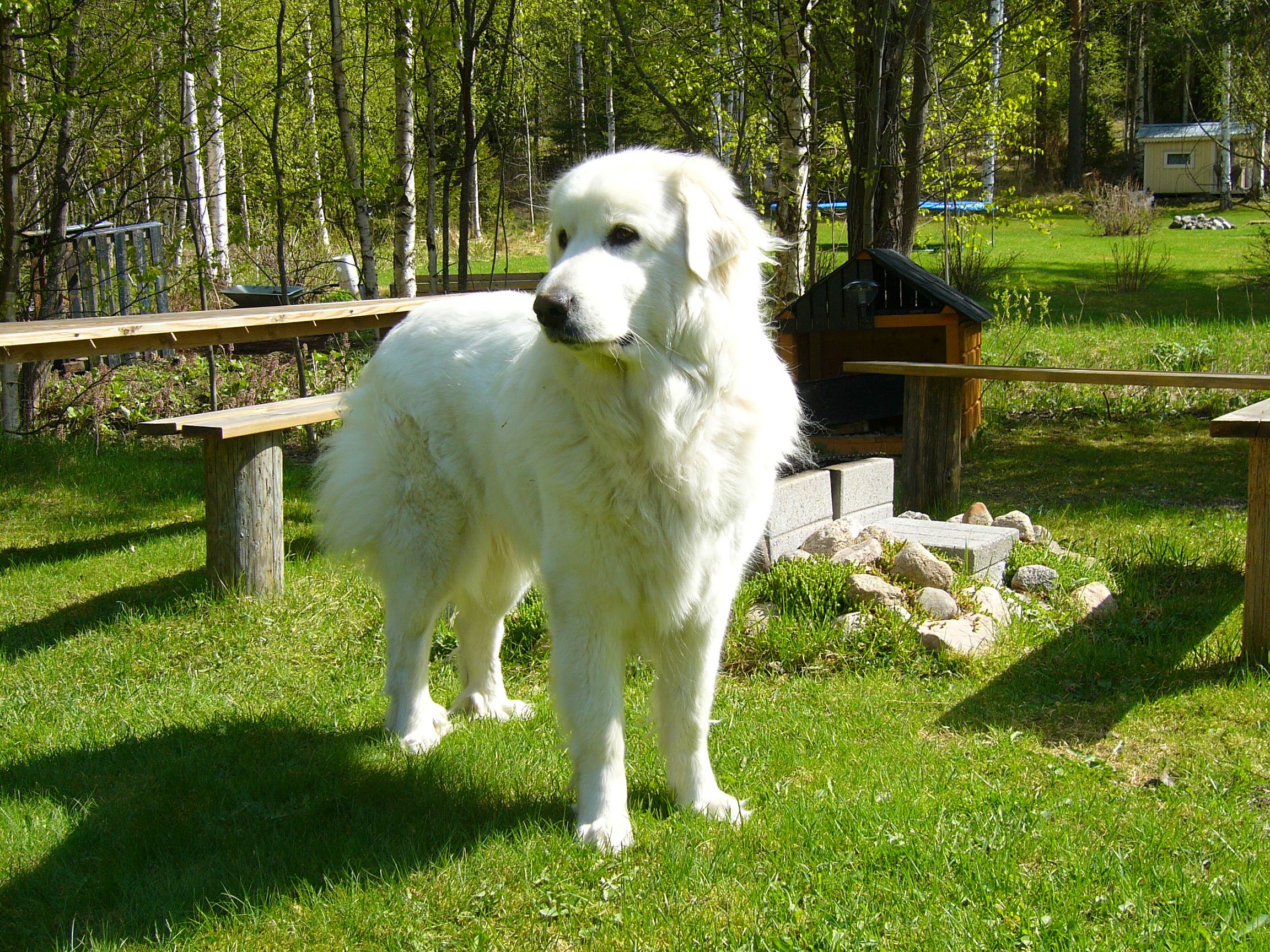
Chien de montagne des Pyrénées.

La première description du patou apparaît dans le livre du comte de Bylandt en 1897. Le standard officiel auprès de la Société centrale canine est enregistré en 1923, à l'initiative de M. Sénac-Lagrange, membre de la Réunion des amateurs de chiens pyrénéens. Le standard actuel a très peu été modifié depuis, seuls des détails y ont été ajoutés.
Le patou s'était fait plus rare dans les campagnes en raison de la disparition des grands prédateurs. À la suite du retour des loups dans les Alpes et de celui des ours dans les Pyrénées, il connaît un regain d'intérêt auprès des bergers, contraints à protéger les troupeaux.
En 1965, la race a été rendue célèbre par la série télévisée française Belle et Sébastien, puis par la version animée japonaise du même nom.

## Standard
Le standard du chien de montagne des Pyrénées a été élaboré en 1923.

### Tête
La tête ne doit pas paraître trop forte en comparaison de la taille. La largeur maximale du crâne est égale à sa longueur. Il est légèrement bombé du fait de la crête sagittale perceptible au toucher. La protubérance occipitale étant apparente, le crâne en sa partie postérieure a une forme ogivale. Les arcades sourcilières ne sont pas marquées, le sillon médian est à peine perceptible au toucher entre les yeux. Le stop est en pente douce.

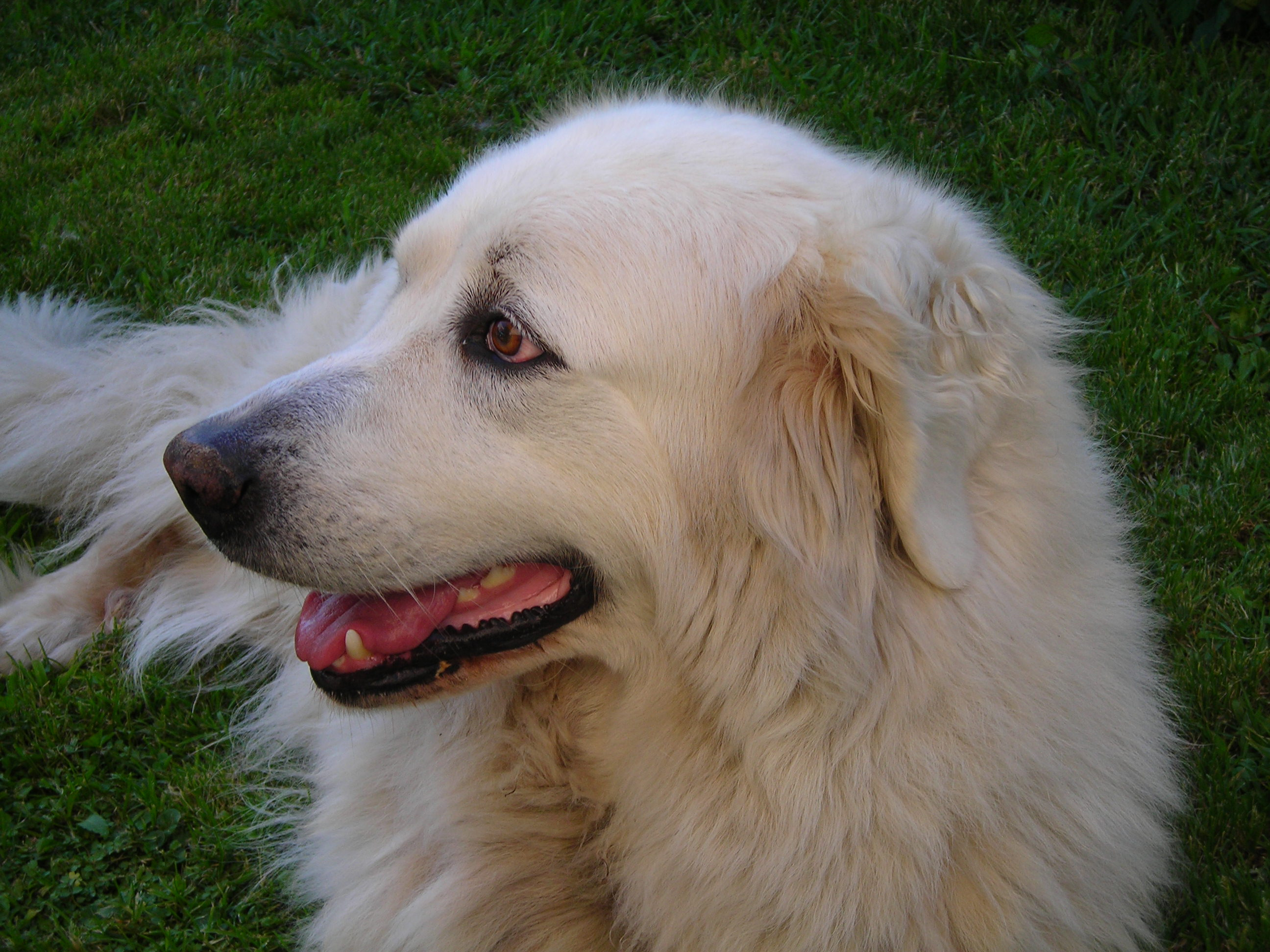
Chien de montagne des Pyrénées.

Le museau est large, légèrement plus court que le crâne, s'amenuisant progressivement vers son extrémité. Vu de dessus il a la forme d'un V à la pointe tronquée. Il est bien rempli sous les yeux. La truffe est entièrement noire. Les babines sont peu tombantes et recouvrent juste la mâchoire inférieure. Elles sont noires ou très fortement marquées de noir, ainsi que le palais. La denture doit être complète, les dents saines et blanches. Les incisives supérieures recouvrent les incisives inférieures sans perte de contact. 
Les yeux sont plutôt petits, en amande, légèrement obliques, d'expression contemplative et de couleur brun ambré. Les paupières ne sont jamais lâches, elles sont bordées de noir. Le regard est doux et rêveur. Les oreilles sont placées à hauteur de l’œil, assez petites et de forme triangulaire, elles s'arrondissent à leur extrémité. Elles tombent à plat contre la tête, et sont portées un peu plus haut lorsque le chien est en éveil.
Le cou est fort, assez court, avec des fanons peu développés.
Les défauts de la tête sont les suivants :
- tête trop lourde, de forme rectangulaire ;
- crâne trop large, front bombé ;
- stop trop marqué ou inexistant ;
- lèvres trop descendues formant babine ;
- pigmentation insuffisante de la truffe, du bord des paupières et des lèvres ;
- yeux ronds, clairs, enfoncés ou proéminents, trop grands ou trop petits, trop rapprochés ou trop écartés. Troisième paupière visible. Expression dure ;
- oreilles larges, longues, papillotées, plissées, portées rejetées en arrière, attachées haut.

### Corps
Le chien de montagne des Pyrénées mesure de 70 à 80 cm au garrot pour les mâles et de 65 à 75 cm pour les femelles. Une tolérance de 2 cm au-dessus est admise pour les sujets parfaitement typés.
La longueur du corps de la pointe de l'épaule à la pointe de la fesse est légèrement supérieure à la hauteur du chien au garrot. La hauteur du sternum au sol est à peu près égale à la moitié de la hauteur au garrot mais jamais inférieure. Le garrot est large, le dos est solide. La croupe est légèrement obliques avec des hanches assez saillantes. Le flanc est peu descendu.
La poitrine est large et profonde. Elle descend au niveau du coude, pas plus bas, sa hauteur est égale ou légèrement inférieure à la moitié de la hauteur du chien au garrot. Les côtes sont légèrement arrondies.
La queue descend au moins à la pointe du jarret. Elle est touffue et forme un panache, elle est portée basse au repos, avec son extrémité formant un crochet de préférence. Elle se relève sur le dos en s'arrondissant fortement, seule son extrémité touchant le rein (en faisant la roue, « arroundera » selon l'expression des montagnards pyrénéens) quand le chien est en éveil.
Les pattes avant sont d'aplomb, fortes. Le bras est musclé et de longueur moyenne, l'avant-bras est droit, fort et bien frangé. L'épaule est moyennement oblique. Le pied est peu allongé, compact, avec les doigts un peu cambrés. Les postérieurs présentent des franges plus longues et plus fournies que les antérieurs. Vus de derrière, ils sont perpendiculaires au sol. La cuisse est bien musclée, pas très longue et moyennement oblique, « gigotée ». Le grasset est moyennement angulé et dans l'axe du corps.
La jambe est de longueur moyenne et forte. Le jarret est large, sec, moyennement coudé. Les membres postérieurs portent chacun des ergots doubles et bien constitués. Les membres antérieurs portent parfois des ergots simples ou doubles.
La démarche du chien de montagne des Pyrénées est puissante et aisée, jamais empreinte de lourdeur, le mouvement est plus ample que rapide, et non dénué d'une certaine souplesse, ni d'une certaine élégance. Les angulations de ce chien lui permettent des allures soutenues.

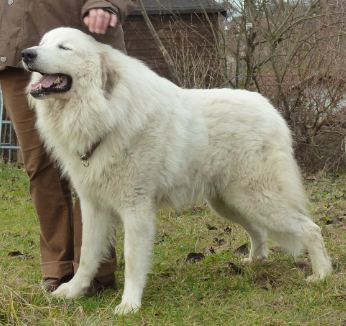
Adulte, deux ans et demi.
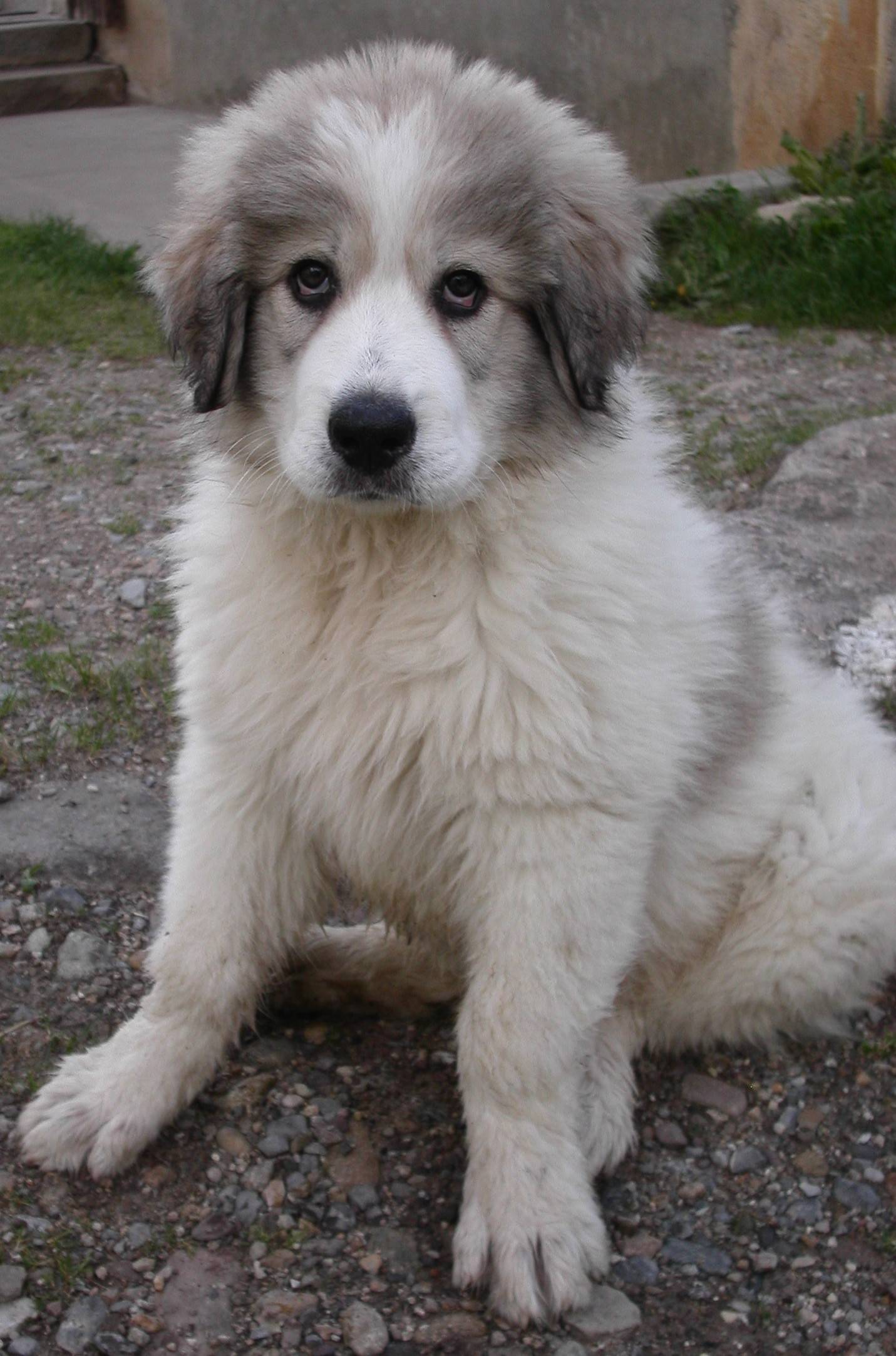
Chiot de deux mois.

### Robe
Épaisse et souple, la peau présente souvent des taches de pigmentation sur tout le corps. Le poil est bien fourni, plat, assez long et souple, assez crissant sur les épaules et le dos, plus long à la queue et autour du cou où il peut onduler légèrement. Le poil de la culotte, plus fin et plus laineux est très fourni. Le sous-poil est également bien fourni.
La robe est blanche ou blanche avec des taches d'apparence grise (poil de blaireau ou louvet) ou jaune pâle, ou orange (« arrouye ») en tête, aux oreilles et à la naissance de la queue et parfois sur le corps. Les taches poil de blaireau sont les plus appréciées.

## Caractère
Intégré au troupeau, c'est un gardien remarquable. Son rôle n'est pas de rassembler les moutons mais de les protéger. Pour ce faire, il est habitué très jeune à vivre avec eux, de sorte qu'il les considère comme sa famille. Si le chien détecte un intrus, il aboie et s'interpose entre le troupeau et ce qu'il considère comme une menace. 
Comme l'ensemble des canidés, le patou est susceptible d'occasionner des blessures à l'Homme, certains faits ayant été relatés dans la presse,,. Le sujet de la difficile cohabitation du patou au travail avec les milliers d'estivants en vacances dans les parcours, les estives et les alpages a fait l'objet, en mai 2015, d'une question écrite au Sénat. En 2021, un éleveur est ainsi condamné à 2 500 € d'amende partiellement assortis du sursis à la suite de plusieurs morsures de ses patous sur des randonneurs. « Si ces altercations se multiplient, c'est en partie du fait de l'augmentation de randonneurs. Et avec le retour du loup dans les forêts françaises dans les années 1990, les éleveurs ont multiplié les moyens de protections de leurs troupeaux ».
En famille, c'est un animal qui peut être bon gardien, du fait de sa sélection comme chien de protection. Il possède un bon sens de la famille et sait bien reconnaître des amis qu'il n'a pas vus depuis longtemps. Il se montre doux avec les enfants et plutôt placide. Il est inadapté à la vie citadine et à la promiscuité. C'est en effet un chien qui a besoin d'espace et dont l'aboiement puissant peut se révéler une source de gêne pour les voisins.

## Santé

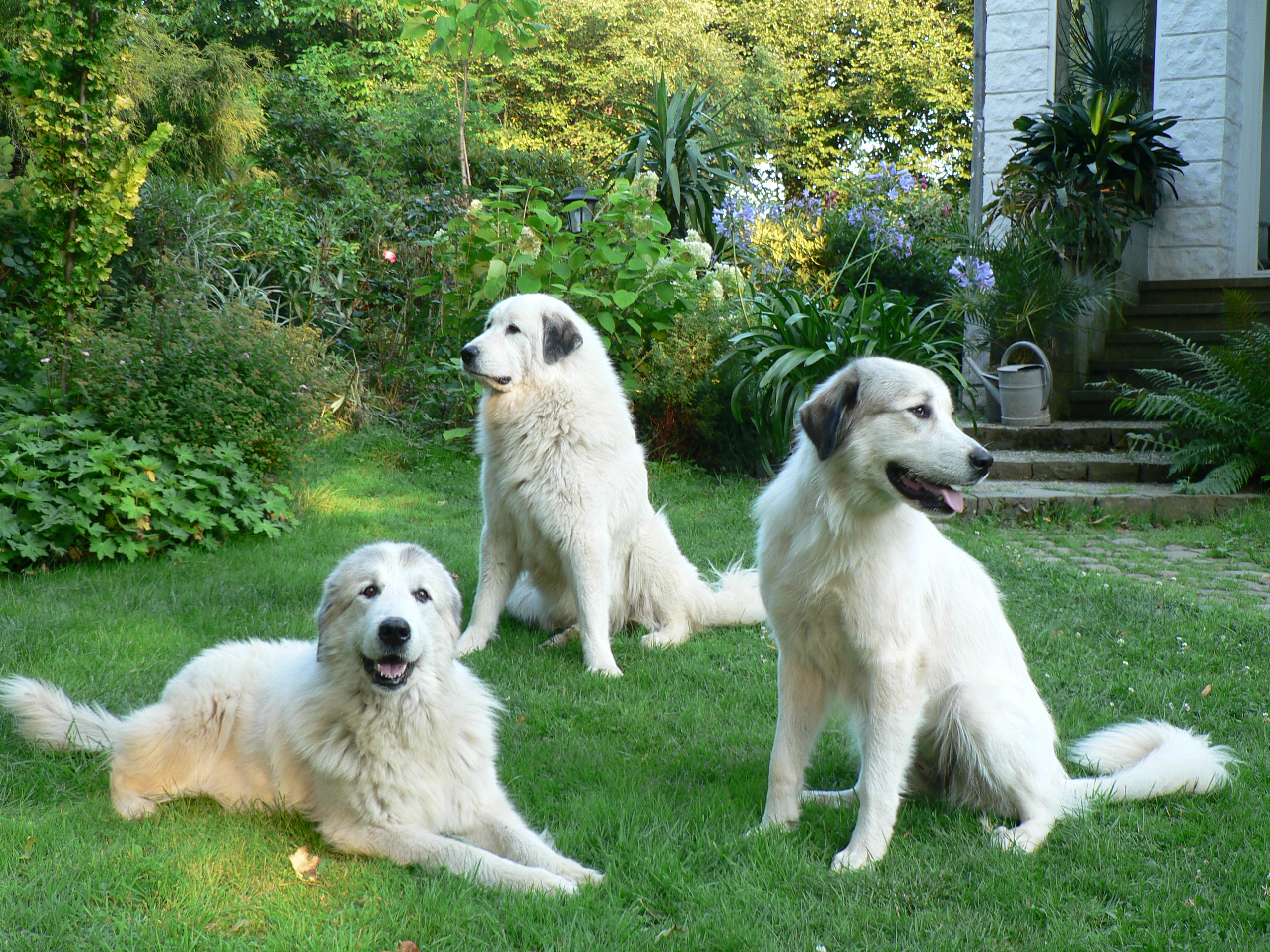
Famille de trois générations : grand-mère, mère et fils.

Le montagne des Pyrénées peut présenter des problèmes aux hanches, et plus rarement aux coudes, souvent d'origine génétique. Comme tout chien de race imposante, il présente des risques d'ostéochondrite disséquante des épaules (OCD), unilatérale ou bilatérale, de luxation de rotule, unilatérale ou bilatérale ou d'entropion aux yeux[réf. nécessaire]. La chienne peut avoir de neuf à douze chiots. Il vit à peu près 12 ans. Vers 10 ans, voire un peu avant, le chien peut avoir des becs de perroquet qui poussent à la surface de la colonne vertébrale et peuvent amener une paralysie totale des membres.
Comme tout grand chien, le patou est sujet à la torsion ou dilatation de l'estomac ; le nourrir deux fois par jour à l'âge adulte semble être une solution à cette fragilité. L'effort, le stress avant et après le repas semblent être également des pratiques à lui éviter. De façon journalière, le patou n'ingère pas de grands volumes de nourriture ; cette dernière gagne donc à être particulièrement nutritive, énergétique et digestible.
Les lavages intempestifs lui semblent néfastes. Le brossage à sec paraît plus adapté.

## Les différents chiens de montagne des Pyrénées

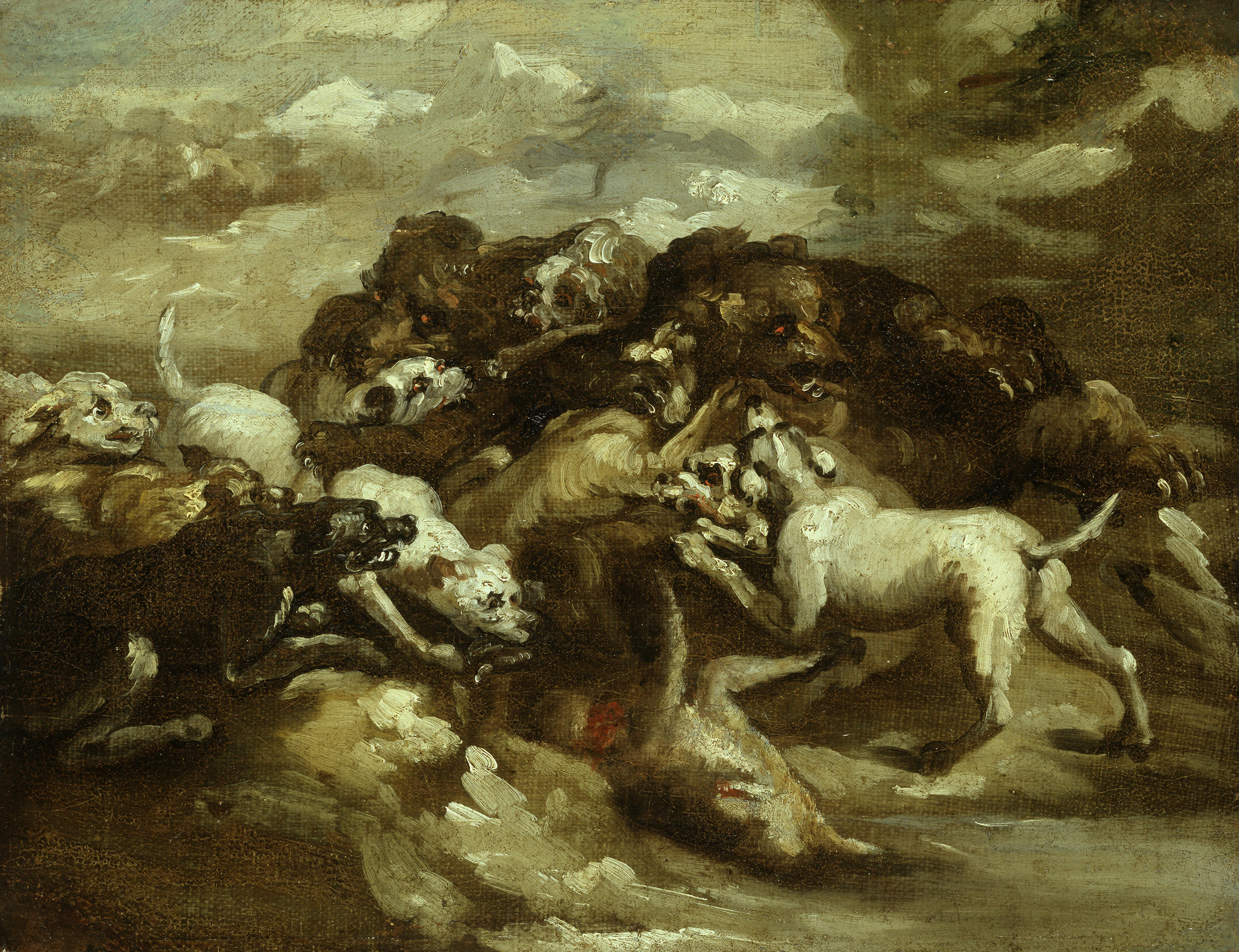
Chiens combattant un ours,
1812-1816, Théodore Géricault,
collection Emil Bührle, Zürich.

Le Montagne des Pyrénées est souvent confondu avec le labrit ou berger des Pyrénées, considéré aujourd'hui comme le plus ancien chien de berger français (il fut exposé en 1921) :
- caractéristiques : c'est, contrairement au patou (grand chien de garde), un chien de taille moyenne (de 40 à 50 cm), de physionomie légère. Sa tête ressemble à celle de l'ours brun, avec une truffe noire, des yeux marron aux paupières cernées de noir et des oreilles droites. Il possède, en outre, des membres nerveux et musclés. Son poil est long et raide, épais et laineux sur le dos. La robe peut être de couleur grise, gris argent, blanc/jaune avec des graduations variées ;
- aptitudes : le labrit a la réputation d'être un chien vif, audacieux et intelligent mais aussi rustique (rarement malade, résistant non seulement aux intempéries, mais aussi à des maladies comme celle de Carré) et résistant. Il supporte la faim pendant plusieurs jours, car il est réputé brouter de l'herbe (qui sans vraiment le nourrir, trompe sa faim). Aussi, il n'est pas rare de voir dans un même troupeau un Berger et un Montagne des Pyrénées, car ils ont deux fonctions fort distinctes ;
- emplois : utilisé pendant les guerres comme chien de guerre, uniquement pour la recherche des blessés, aujourd'hui il se distingue comme un excellent chien de berger. Sa vivacité et sa fidélité en font également un chien de compagnie apprécié.

### Races voisines
- Berger des Pyrénées
- Mâtin des Pyrénées, son cousin espagnol.

## Télévision et cinéma

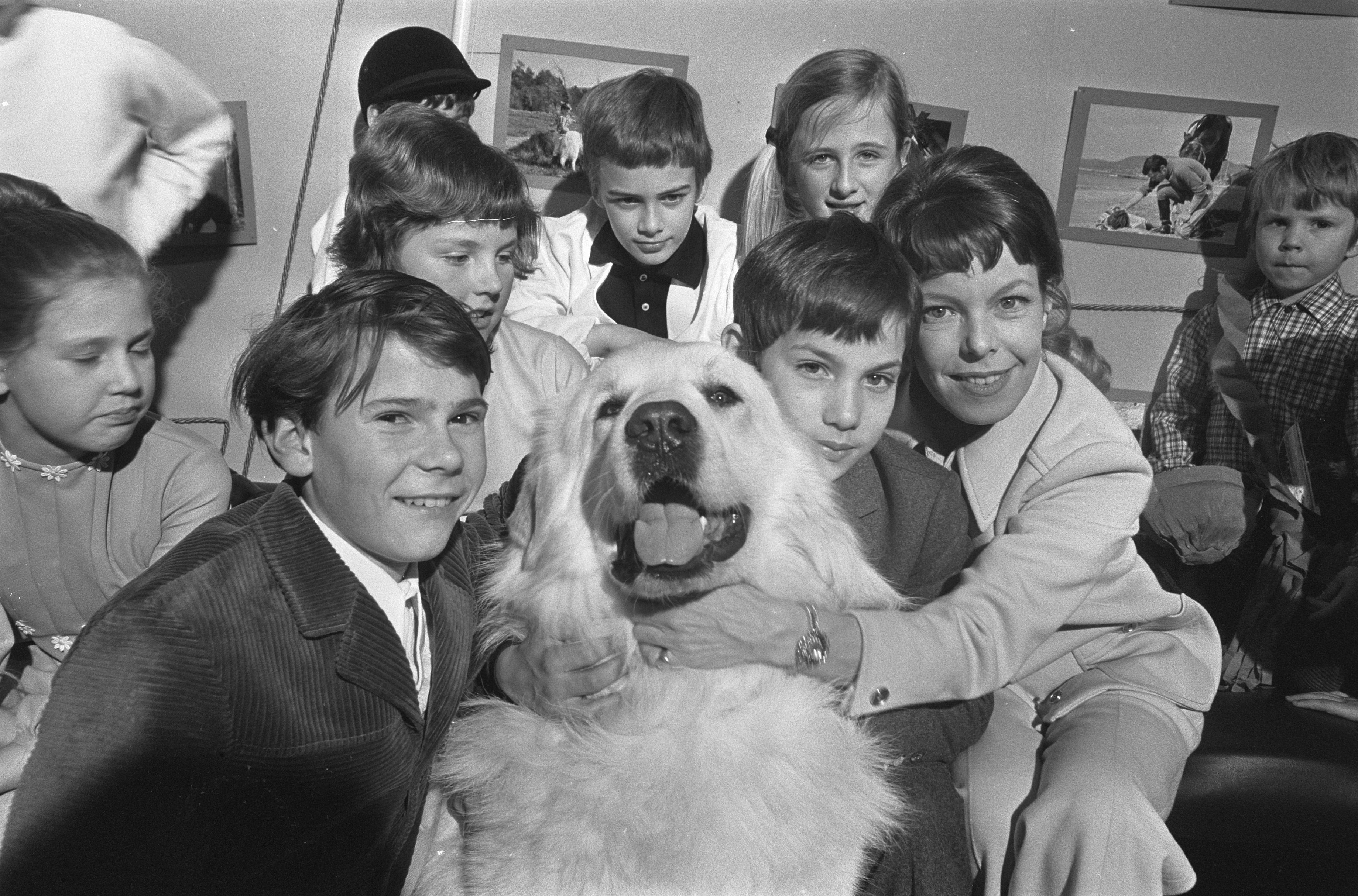
Séance de photos à Amsterdam, en 1969, pour la présentation publique de la deuxième saison de la série Belle et Sébastien, intitulée Sébastien parmi les hommes, avec Mehdi El Glaoui dans le rôle de Sébastien, et un pastou : la romancière et scénariste Cécile Aubry étreint son fils Mehdi et le pastou.

- Belle et Sébastien, roman de Cécile Aubry, série de télévision et films de cinéma.